# Hermetic Order of the Golden Dawn
Hermetic Order of the Golden Dawn er en hemmelig okkult orden, som den kendte okkultist Aleister Crowley tilsluttede sig i 1898. Lederen af Golden Dawn var MacGregor Mathers, han var ikke imponeret over Crowley, de ragede uklar, og Crowley brød med Golden Dawn og oprettede sin egen orden kaldet Argentum Astrum eller Sølvstjernen.